# Business Bay
Business Bay – dzielnica biznesowa powstająca w Dubaju. Powstanie w niej 230 wieżowców, które będą zarówno mieszkalnymi, jak i komercyjnymi. Projekt oferuje
liczne drapacze chmur, które powstaną na obszarze, w
którym Dubaj Creek zostanie
pogłębiony i rozszerzony.
Infrastruktura Business Bay
została zakończona w 2008 r., a
cały projekt ma być zakończony w
okresie od 2012-2015.